# 阿尔维德·耶内费尔特

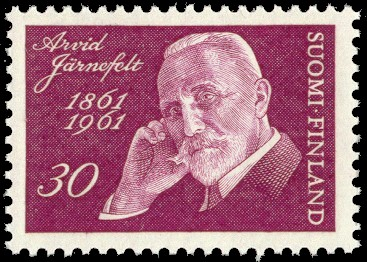
为纪念耶内费尔特诞辰100周年而发行的芬兰邮票

阿尔维德·耶内费尔特（瑞典語：Arvid Järnefelt，1861年11月16日—1932年12月27日）是一位芬兰作家。他早期的职业是实习法官，在去世前的三十年里他也经营农场。政治理念上在学生时期他是一个芬兰民族主义者，但后来他转向托尔斯泰运动和基督教无政府主义。
耶内费尔特是芬兰1900年代著名的思想史作家。他描述同时代贵族生活的作品是芬兰文学的经典。